# Francesco Malighetti
Francesco Malighetti (Tavernola Bergamasca, 19 aprile 1930 – Brescia, 25 gennaio 2018) è stato un calciatore italiano, di ruolo attaccante.

## Carriera
Ha giocato nel Brescia nelle stagioni 1951-1952 e 1952-1953, con 37 presenze e 7 reti in Serie B. Con il Brescia ha fatto il suo esordio il 23 settembre 1951 in Brescia-Genoa (1-1).
Dopo altri due anni tra i cadetti in prestito a Como con 30 presenze e 5 reti realizzate, ha disputato dal 1955 al 1958 tre campionati con la Salernitana, di cui il primo in Serie B, con 29 presenze complessive e 4 reti.
La stagione 1958-1959 lo ha visto di scena a Foggia in Serie C.